# Premabüba
Der Premabüba ist eine seit 1948 regelmäßig stattfindende Fastnachtsveranstaltung im Saarland. Diese Veranstaltung war eine Zeitlang die größte ihrer Art in diesem Bundesland. Das Akronym steht für „Presse-Maler-Bühnen-Ball“.

## Geschichte

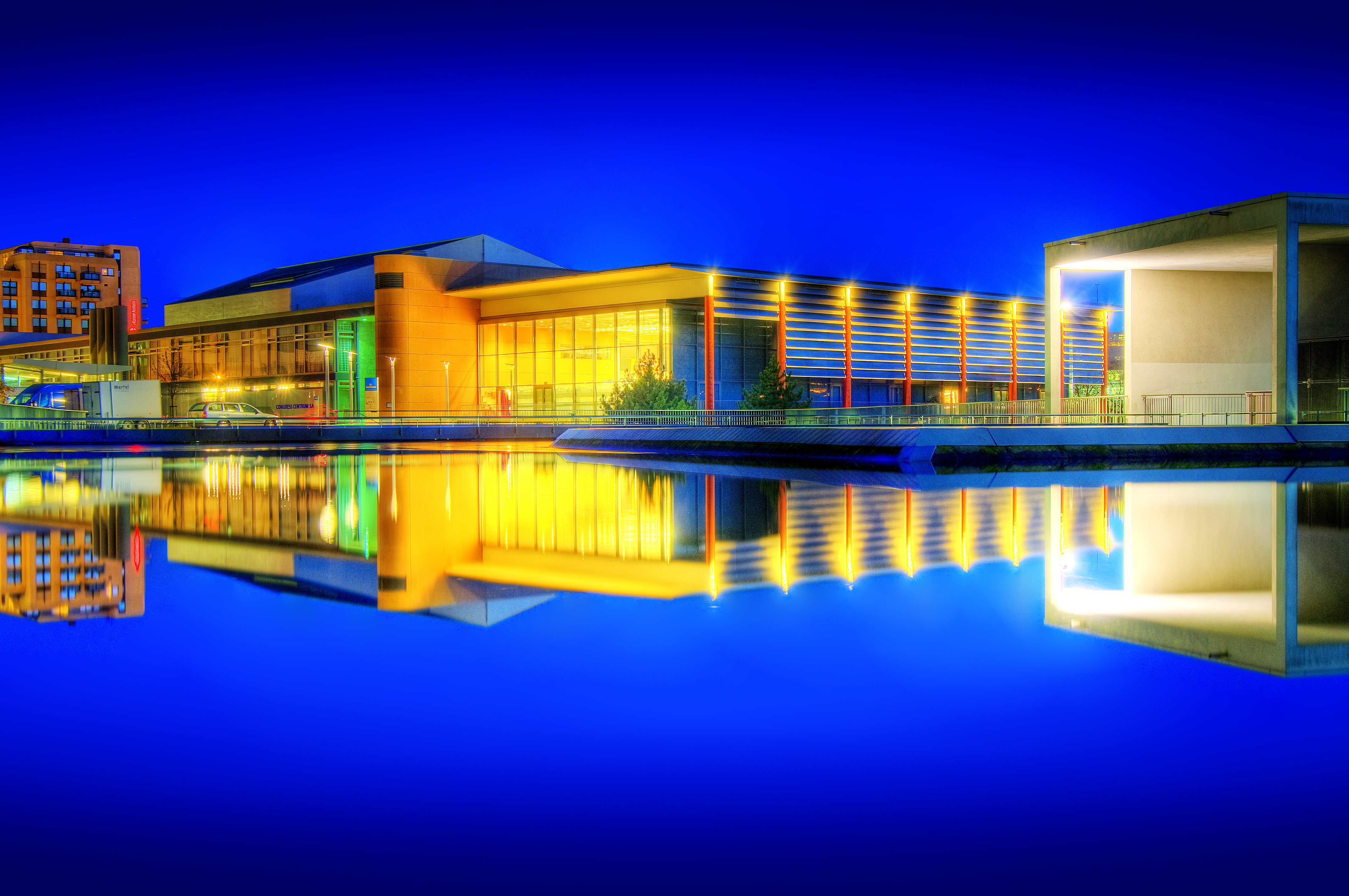
Congresshalle, Veranstaltungsort des Premabüba

Vorläufer des Premabüba waren das „Saarbrücker Presse- und Künstlerfest“, das erstmals am 7. März 1914 stattfand. Ab 1927 wurde der „Presse- und Bühnenball“ (Prebüh) veranstaltet, der auch vom Namen her Vorläufer der Faschingsveranstaltung war, und mit dem Zutritt der Kunstmaler zum „Premabüh“ ausgebaut wurde.
Die erste Veranstaltung unter dem Namen Premabüba fand am 7. Februar 1948, drei Jahre nach dem Ende des Zweiten Weltkriegs statt. Die Premiere wurde im Saarländischen Staatstheater veranstaltet. Dort fanden bis 1967 alle Veranstaltungen statt. Aus Sicherheitsgründen musste der Veranstaltungsort geändert werden, und seit 1967 wird die Congresshalle als Veranstaltungsort genutzt.
Die Faschingsfeier fiel in seiner langjährigen Geschichte mehrmals aus: 1962 wegen des schweren Grubenunglücks von Luisenthal, 1991 wegen des Ersten Golfkriegs, 2007 wegen Umbauarbeiten und 2021/2022 wegen der COVID-19-Pandemie sowie 2023 wegen einer Brandschutzsanierung.

## Konzept

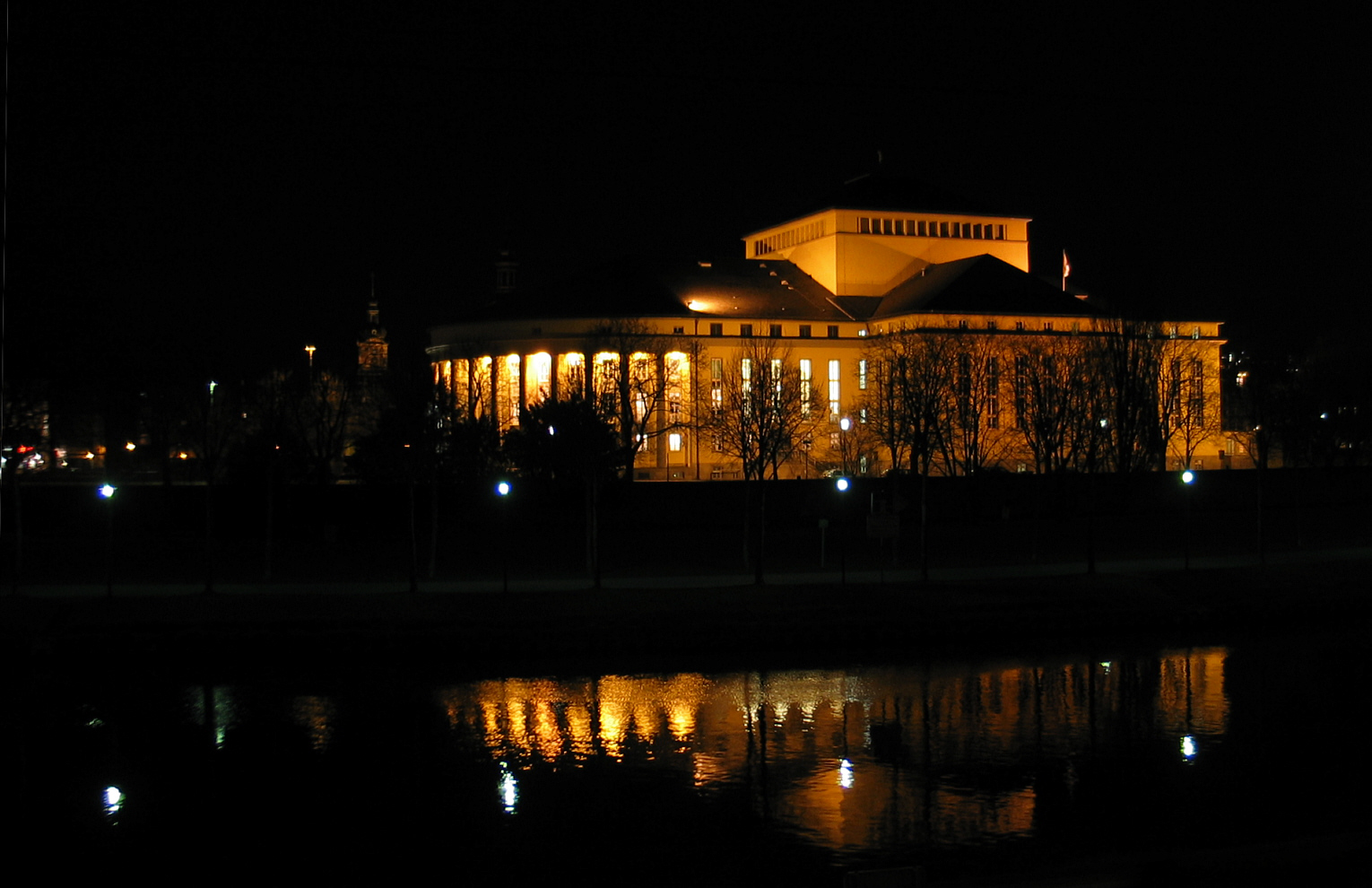
Staatstheater Saarbrücken, Veranstaltungsort von 1948 bis 1966

Das Konzept der Veranstaltung wurde mehrfach überarbeitet, zuletzt 2012. Geblieben ist über die Jahre ein bestimmtes Motto, das die jeweilige Dekoration vorgab, zum Beispiel „Ein Blumenfest in Peru“ (1956) oder „Südsee Romatik“ (1982). Bereits 1948 wurde die Veranstaltung durch den freiwilligen Einsatz von verschiedenen Verbänden auf zwei, später dann auf drei Tage ausgedehnt. 1986 kam ein Jugendball hinzu und 1987 wurde mit dem „Firmabüba“ eine Veranstaltung für Firmen und Behörden geschaffen. 1999 musste die Veranstaltung auf zwei und 2004 auf einen Tag reduziert werden. Zu seinem 60-jährigen Jubiläum 2008 wurden wieder zwei Tage veranstaltet. Der Erlös der Veranstaltung kam zunächst der Reparatur und dem Wiederaufbau des Staatstheaters zugute, danach wurden „die Sozialkassen der Bühnenkünstler und -techniker, der Maler und Journalisten“ finanziert.
Zu seinen Hochzeiten zog der Premabüba 15.000 Zuschauer an. An Stargästen traten unter anderem Zarah Leander, Udo Jürgens, Marlène Charell und Rudi Carrell auf. 2010 waren es noch 4.300 und 2011 3.500 Besucher. Seit 2012 setzt das Congress Centrum Saar auf Künstler aus der Region. Zwischenzeitlich wurde die ebenfalls vom Congress Centrum Saar veranstaltete Weiberfaasenacht (ebenfalls in der Congresshalle) zur meistbesuchten Hallenveranstaltung im saarländischen Karneval.

## Mottos
- 1948: 1. Pre-Ma-Bü-Ba
- 1949: Komm mit nach Tahiti
- 1950: Im Montmartre um 1/2 10
- 1951: Ball der Nationen
- 1952: Hoppla, wir leben!!
- 1953: Unter den tausend Laternen
- 1954: Blaue Nacht im Hafen
- 1955: Ich hab mich so an dich gewöhnt
- 1956: Ein Blumenfest in Peru
- 1957: Komm ein bisschen mit
- 1958: Endstation Venus
- 1959: Das ganze Haus ist schief
- 1960: Lass den Kopf nicht hängen
- 1961: Die Welt ist schön Mylord
- 1963: Manege frei: Die große Nummer
- 1964: Wie damals in Paris
- 1965: Du bist verrückt mein Kind
- 1966: Broadway Melody
- 1967: Die Saarbrücker proben den Aufwand
- 1968: Hoppla schon zwanzig
- 1969: Beim bunten Harlekin
- 1970: Das hat die Welt noch nicht erlebt
- 1971: Einmal um die ganze Welt
- 1972: Ein Karussell ist diese Welt
- 1973: 25 Jahre / Mit Herz und Farbe
- 1974: Davon geht die Welt nicht unter
- 1975: Bei dir war es immer so schön
- 1976: Chacun a son gout
- 1977: Hallo bonjour salü
- 1978: Applaus, Applaus für ein total verrücktes Haus
- 1979: Fatamorgana
- 1980: Die ganze Welt ist ein Zirkus
- 1981: Carneval Brasil
- 1982: Südsee Romantik
- 1983: Flair de Paris
- 1984: Schön war die Zeit
- 1985: Tanz mit mir in den Morgen
- 1986: Live is Life
- 1987: Rock Me
- 1988: 40 Jahre jung!
- 1989: O’ Legg
- 1990: Let`s fetz
- 1992: Ball total
- 1993: Ein grenzenloses Spektakel
- 1994: Drei Tage Salto Mortale
- 1995: Flower Power
- 1996: Willkommen im Club
- 1997: Tolles Programm! Reichlich öffentlich – ganz privat...
- 1998: Die Kultparty
- 1999: Tausend und zwei Nächte
- 2000: Paradise of...
- 2001: Traumfabrik
- 2002: Die Zeitmaschine
- 2003: Die verrückte Reise um die Welt
- 2004: PreMaBüBa  Das Original!
- 2005: Im Himmel ist die Hölle los...
- 2006: Kommt zur WM der Narren!
- 2008: 60 Jahre – Für immer jung!
- 2009: PreMaBüBa goes to Hollywood
- 2010: Leinen los auf der MS Premabüba
- 2011: Närrisch durch die Galaxis
- 2012: Alleh Hopp, die Hall steht Kopp
- 2013: Hast Du Locken kannst Du rocken!
- 2014: Don’t worry, be Hippie
- 2015: Superheld trifft Powerfrau
- 2016: Märchenland in Narrenhand
- 2017: Wild West
- 2018: Partystern GAGA-lactica
- 2019: Die goldenen 20er: Glitzer, Glamour & Ganoven
- 2020: Elfenstaub und Fabelwesen
- 2024: Helden deiner Jugend
- 2025: Stars und Sternchen